# Stazione di Fiorentina di Piombino
La stazione di Fiorentina di Piombino è una stazione ferroviaria situata a Fiorentina, frazione del comune di Piombino, in provincia di Livorno.

## Storia
Una prima fermata a Fiorentina venne realizzata nel secondo dopoguerra, in corrispondenza di un casello preesistente all'altezza del passaggio a livello sulla S.P. 23 bis; vi effettuavano scalo solo pochi treni al giorno.
A metà anni ottanta la linea fu interessata da importanti lavori di adeguamento; con essi fu realizzata una nuova e più moderna stazione situata ad alcune centinaia di metri di distanza dalla precedente. Tale stazione venne attivata il 2 ottobre 1985, contemporaneamente al raddoppio del binario fra questa località e la stazione di Populonia.
Dalla metà degli anni novanta la stazione di Fiorentina di Piombino supporta solamente traffico merci, in particolare gestisce la diramazione non elettrificata a binario unico che qui ha origine e la collega alla rete interna di proprietà dello Stabilimento Lucchini-Severstal' di Piombino (produzione Acciaio).
In prossimità della stazione di Fiorentina la ferrovia è superata, mediante cavalcavia, dal raccordo stradale verso la strada statale 398 Via Val di Cornia che a sua volta collega Piombino alla strada di grande comunicazione (S.G.C.) SS1 Aurelia.
La stazione rimane comunque attiva al servizio passeggeri straordinario come successo in data 03/10/2023, dove il treno Regionale 19450 vi ha avuto origine.